# José de Anchieta
José de Anchieta y Díaz de Clavijo, SJ (Josef z Anchiety; 19. března 1534, San Cristóbal de La Laguna – 9. června 1597, Reritiba) byl kanárský jezuitský misionář v portugalské kolonii Brazílie v druhé polovině 16. století. Anchieta, velmi vlivná postava brazilské historie v prvním století po jejím objevení Evropany, byl jedním ze zakladatelů São Paula v roce 1554 a Rio de Janeira v roce 1565. Byl prvním dramatikem, prvním gramatikem a prvním básníkem narozeným na Kanárských ostrovech a je považován za otce brazilské literatury.
Podílel se na náboženské výuce, evangelizaci a konverzi na katolickou víru indiánského obyvatelstva. Jeho úsilí spolu s úsilím dalšího jezuitského misionáře Manuela da Nóbregy o pacifikaci Indiánů bylo zásadní pro vytvoření stabilních koloniálních osad v kolonii.
Svou knihou Arte de gramática da língua mais usada na costa do Brasil (1595) se stal prvním člověkem, který sepsal pravopis staré tupíjštiny, jazyku, kterým se nejčastěji mluví podél pobřeží Brazílie.
Je známý jako „brazilský apoštol“. Dne 3. dubna 2014 byl papežem Františkem svatořečen. Byl druhým rodákem z Kanárských ostrovů, po Pedrovi de Betancur, rovněž misionáři v Latinské Americe, kterého katolická církev, oba kanonizované v 21. století, prohlásila za svatého.

## Mládí
Narodil se 19. března 1534 v San Cristóbal de La Laguna na Tenerife na Kanárských ostrovech ve Španělsku do bohaté rodiny. Pokřtěn byl 7. dubna 1534 ve farnosti Panny Marie Pomocné (nyní katedrála La Laguna).  Až do svých 14 let žil ve svém rodném domě, budově nyní známé jako Casa Anchieta, v La Laguna.
Jeho otec, Juan López de Anchieta y Zelayaran, byl statkář z Urrestilla v Baskicku. Utekl na Tenerife v roce 1525 poté, co se zúčastnil neúspěšného povstání proti císaři Karlu V. Jeho prostřednictvím byl Anchieta spřízněn s Ignácem z Loyoly, zakladatelem Tovaryšstva Ježíšova. Jeho matka byla Mencia Díaz de Clavijo y Llarena, potomek kastilských dobyvatelů Tenerife. Byla dcerou Sebastiána de Llarena, žida, který konvertoval ke křesťanství, z Kastilského království, a jeho manželky.

## Misionář v Brazílii
Ve 14 letech odjel studovat do Portugalska na Královskou vysokou školu umění v Coimbře. Byl silně věřící a cítil, že by se měl stát knězem. Usiloval o přijetí na jezuitskou kolej univerzity v Coimbře a 1. května 1551 byl ve věku 17 let přijat mezi jezuity. Jako nováček si svou přílišnou askezí málem zničil zdraví. Měl zranění na páteři, kvůli kterému se skoro hrbil. Kromě španělštiny se naučil psát portugalsky a latinsky.
Kvůli luxaci páteře byl poslán do Brazílie. Roku 1553 přistál v Bahii a usadil se v São Vicente, kde zjistil, že by se mohl naučit jazyk lidí Tupi-Guaraní. V lednu 1554 doprovázel otce Manuela de Nóbrega do malé vesnice, kde doufal, že zde založí misii a školu. Poté, co přišli do vesnice, hned druhý den slavili mši. Ten den měl svátek Svatý Pavel, a proto podle něho pojmenovali misii. Jeho úkolem bylo učit gramatiku a katechetickou výuku domácích portugalských dětí a také latinu. V této oblasti zůstal dvě desetiletí. Napsal gramatiku jazyka lidí Tupi a slovník tohoto jazyka. V roce 1563 odešel s otcem Nóbregou vyjednat mír mezi Portugalci a Tamoyci (kmen, který někdy napadal misie). Musel zůstat u Tamoyců jako rukojmí 3 měsíce. Během doby, kdy byl rukojmím, skládal báseň na oslavu Panny Marie. Psal ji latinsky do vlhkého písku na mořském břehu a učil se ji na nazpaměť. Poté báseň, když se vrátil zpět do Sao Vicenta, přepsal na papír; měla 4 172 řádků. Roku 1577 jej jezuitský nadřízený otec Everard Mercurian jmenoval provinčním představeným jezuitů v Brazílii. Zemřel 9. června 1597 v Reritibě. Blahořečen byl 22. června 1980 papežem Janem Pavlem II. a dne 3. dubna 2014 byl papežem Františkem ekvivalentně svatořečen.